# 乌戈·福斯科洛
乌戈·福斯科洛（義大利語：Ugo Foscolo，1778年2月6日—1827年9月10日），出生姓名尼科洛·福斯科洛（Niccolò Foscolo），已故意大利小说作家、诗人、文艺评论家及革命家，其主要作品有书信体小说《雅科波·奥尔蒂斯的最后书简》和诗歌《墓地哀思》，前者将新古典主义风格和前浪漫主义风格有机结合，后者既有史诗的气势磅礴，又有挽歌的荡气回肠。

## 早年
尼科洛·福斯科洛生于威尼斯共和国所辖的伊奥尼亚群岛中的扎金索斯岛（今属希腊），其父亲安德里亚·福斯科洛（1754-1788）是位家道中落的威尼斯贵族，以行医为生；妈妈迪阿曼蒂亚·斯帕西斯（1747-1817）是希腊人。福斯科洛是家中的长子，他还有一个弟弟乔万尼和两个妹妹。福斯科洛幼时曾在达尔马提亚的语法学校中接受教育。1785年安德里亚·福斯科洛到斯普利特行医，全家也搬到当地。1788年安德里亚·福斯科洛突然去世，全家又迁回扎金索斯岛。不久福斯科洛接受了古希腊语的基础教育，但具有叛逆性格的他并不喜欢这种语言。
1789年，福斯科洛的妈妈前往威尼斯居住，他则留在姨妈家继续接受教育。三年之后他也来到了威尼斯，继续在耶稣会学校中就读，期间学习和阅读了很多经典著作和萨福、阿那克里翁、阿尔卡埃乌斯和贺拉斯等人的诗篇。1794年，福斯科洛进入帕多瓦大学接受教育，此时他已经创作了多篇诗作，在文学圈里有了一定影响。他的老师中的一位是塞萨罗蒂神父（Melchiore Cesarotti），塞萨罗蒂曾翻译过莪相的诗歌，其译文曾受到好评。在塞萨罗蒂和意大利作家维多里奥·阿尔菲耶里的作品影响下，福斯科洛创作了自己的第一部悲剧《的雅斯特》。1797年1月，这部悲剧在圣安格鲁剧院上演，取得成功。

## 投身政治
从1796年开始，福斯科洛激进的政治观点就被威尼斯政府所关注了，为此他曾到欧加内丘陵短期避难:34-35，他将自己的名字从尼科洛改为乌戈的原因还不清楚。1797年，威尼斯共和国被法军占领，福斯科洛积极投入了共和国覆灭所引发的激烈政治讨论中。他是国家委员会的重要一员，并给拿破仑·波拿巴写了一首颂歌《致解放者波拿巴》，希望拿破仑可以推翻威尼斯共和国的寡头统治，建立自由的共和国。1797年10月17日，《坎波福尔米奥条约》签订后，拿破仑将威尼斯交给了奥地利，这让满怀希望的福斯科洛受到了沉重打击。他辞去了政府部门的职务，先去了佛罗伦萨，然后到了米兰。
福斯科洛在米兰期间，创作了小说《雅科波·奥尔蒂斯的最后书简》，在其中表达了自己所受的精神打击。1911年的《大英百科全书》称这部小说是歌德的《少年维特之烦恼》更为政治化的一个版本。和同时代人一样，福斯科洛也曾认真考虑过自杀的问题。普鲁塔克在《古希腊罗马名人传》中描述的小加图的例子让他觉得值得效仿。除了创作小说，福斯科洛还出版了包括12首十四行诗的诗集，将自己在《雅科波·奥尔蒂斯的最后书简》中那种的激情和对语言和韵律的控制融为一体。
福斯科洛在米兰还结识了比他年长的诗人朱塞佩·帕里尼和文森佐·蒙蒂，日后他对和帕里尼的交往报以怀念和感激。福斯科洛始终对拿破仑解放意大利报以期望，为此他于1798年年自愿参加了法国军队，参加了1799年的特雷比亚战役和热那亚保卫战，最终受伤和被俘。被释放之后，福斯科洛回到米兰。1801年。他的弟弟乔万尼的死亡让他甚为悲痛，之后的几年他专注于文学创作，创作了几篇著名的十四行诗《夜》、《乔万尼之死》、《扎金索斯岛》等，还发表了他对古希腊诗人卡利马科斯作品的翻译，开始了基于《伊利亚特》创作诗歌和翻译劳伦斯·斯特恩的《感伤旅行》:67-68,103-104。

## 继续文学创作

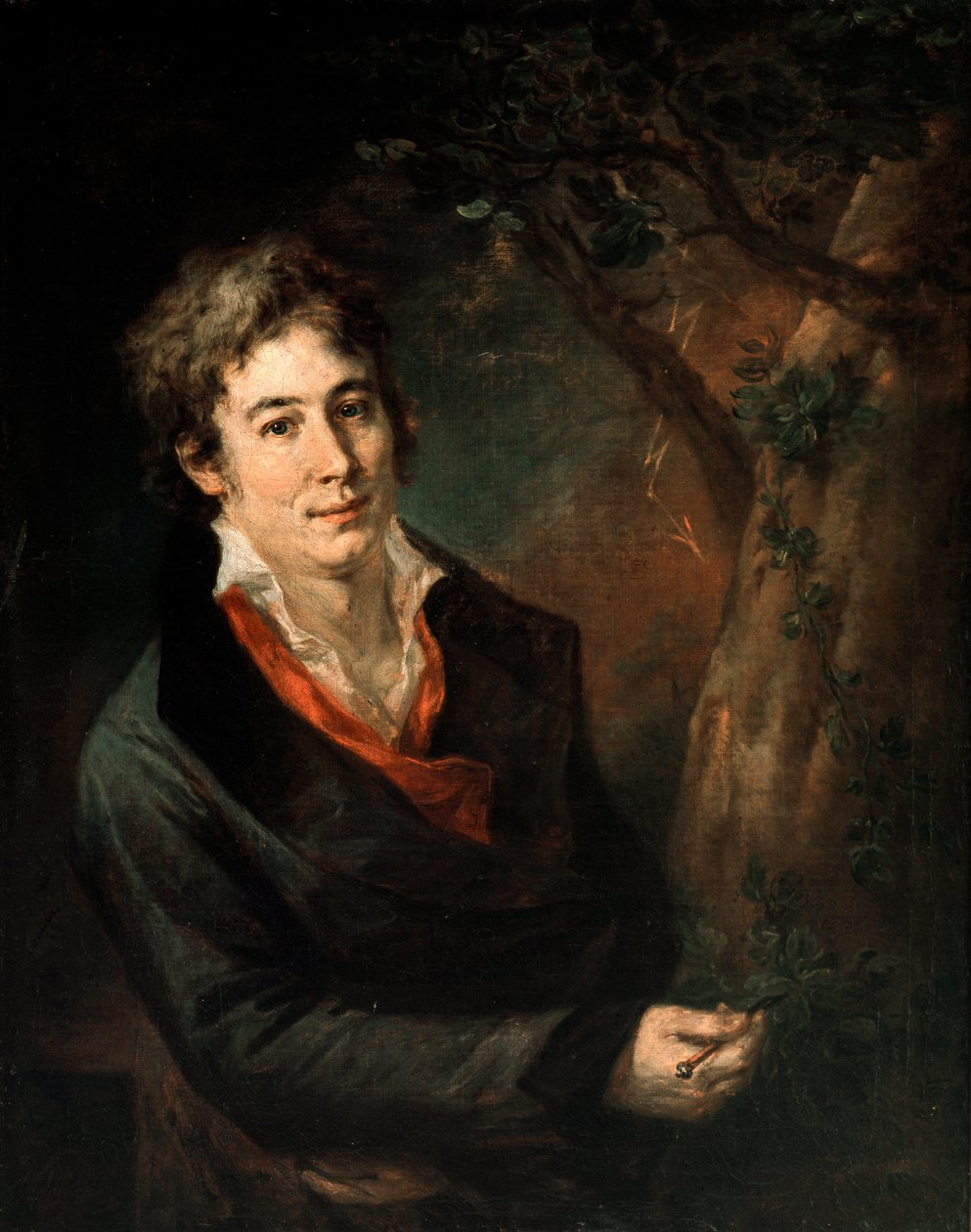
1802年前后的福斯科洛

1804年，福斯科洛跟随法国军队到瓦朗谢讷驻扎，之后一直在当地居住。1806年，拿破仑入侵英国失败后，福斯科洛回到了米兰，见到了年轻的作家亚历山达罗·孟佐尼和老师塞萨罗蒂，还和多年未见的家人团聚:131-135。1807年福斯科洛写了名诗《墓地哀思》，抒发对已故者的哀思，表示死者的品德将给生者以有益的启示。1809年，福斯科洛被任命为帕多瓦大学的修辞学教授，他在就职演讲中鼓励年轻人去学习和研究文学，不要严格遵循学术传统，而是更多关注文学与个人和社会的关系，但这一演讲使得福斯科洛被禁止在所有意大利大学授课。
1810年起，福斯科洛的经济状况开始窘迫，他的悲剧《Ajax》发表后未获成功加剧了这种窘境。而由于这部悲剧具有反法内容，福斯科洛不得不于1812年离开米兰前往佛罗伦萨。他在佛罗伦萨的主要工作是完成对《感伤旅行》的翻译。拿破仑在莱比锡战役中失败之后，福斯科洛又回到了米兰，并参加了军队保卫意大利王国。奥地利人入侵时，福斯科洛曾计划参加新的政府。但拿破仑百日王朝失败后，福斯科洛最终还是离开了米兰，去了瑞士，在那里用拉丁文写了一批锋芒毕露的政治讽刺诗，攻击自己在政治和文学上的敌人。1816年末，福斯科洛流亡到了英国。

## 客居伦敦

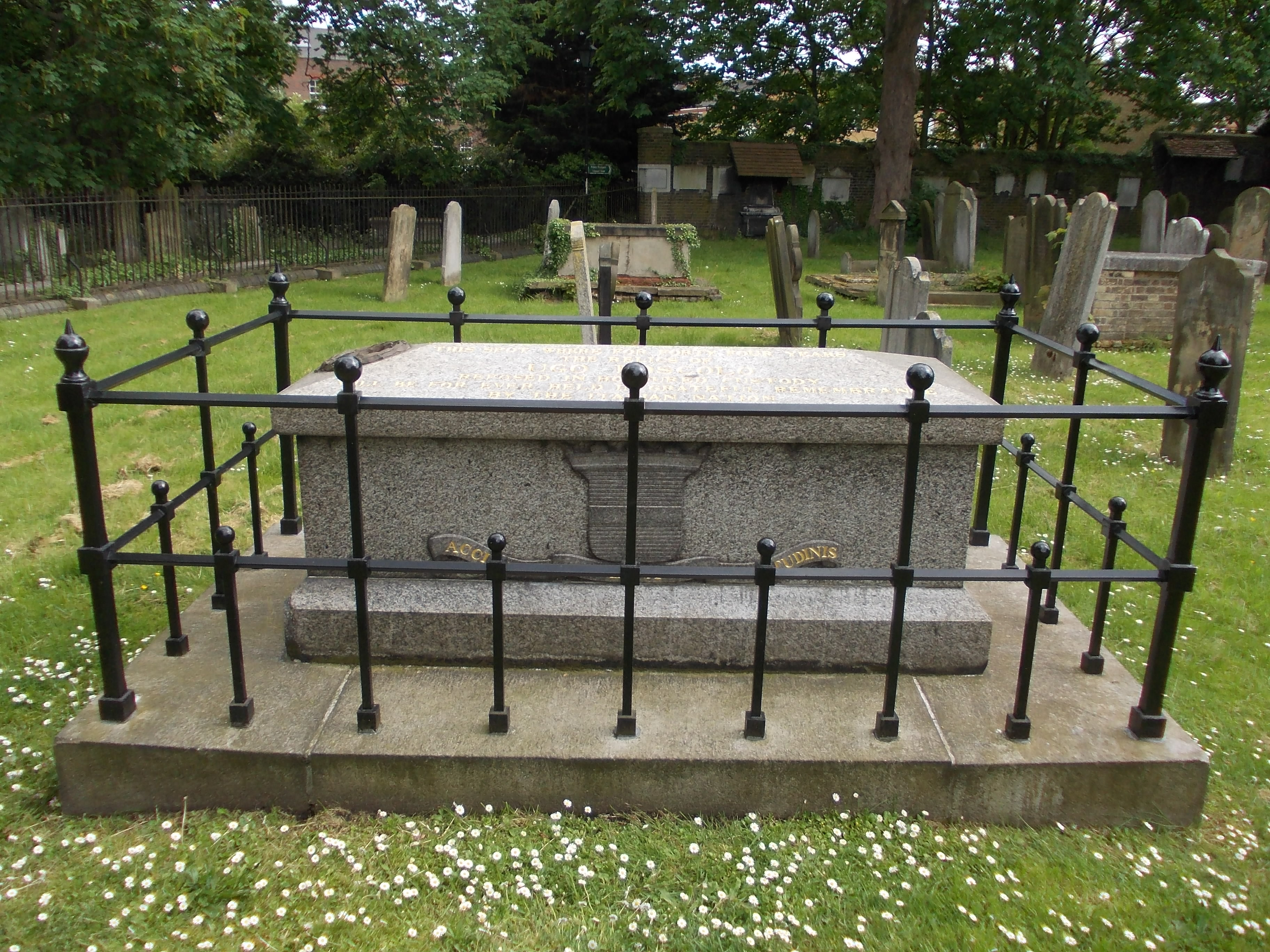
圣尼古拉斯教堂墓地的福斯科洛墓

福斯科洛在伦敦期间，修订了《雅科波·奥尔蒂斯的最后书简》，还常为《爱丁堡评论》和《每季评论》撰写文学评论文章，介绍和评论但丁、彼特拉克和薄伽丘的作品，受到彼特拉克的译者达克雷夫人的好评:202-205，但生活经常入不敷出，最后还为此被关入负债人监狱一段时间，这影响了他出狱后的社会地位。按照沃尔特·司各特的说法，福斯科洛无法维持长久的朋友关系。
1827年9月10日福斯科洛在特恩汉姆格林去世，葬于奇思维克的圣尼科拉斯教堂墓地，其墓碑尚在，上面镌刻着“耗尽心力的国民诗人”，但把年龄误写成了50。福斯科洛去世之后的四十四年，1871年6月7日，应意大利国王的要求，他的遗骨被迁回佛罗伦萨，隆重安葬在佛罗伦萨圣十字圣殿，葬在马基雅维利、米开朗基罗和伽利略等人的坟墓之侧。

## 主要作品

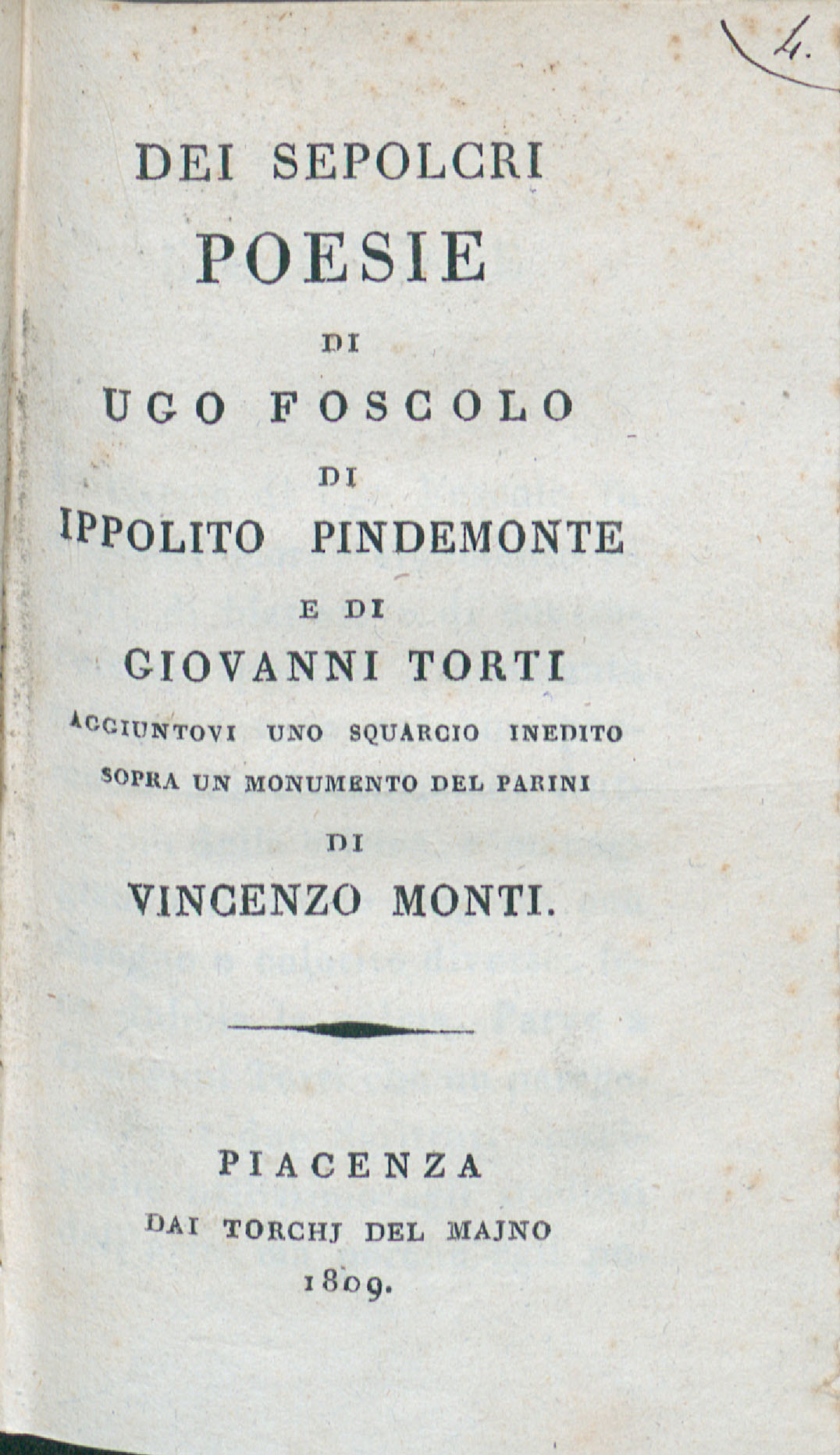
Dei sepolcri, 1809

- 《雅科波·奥尔蒂斯的最后书简》(1798，1817年修订），这部书信体小说描写雅科波·奥尔蒂斯因得不到心爱的姑娘的爱情愤而出走，漫游意大利各地，目睹祖国锦绣河山蒙受侵略者蹂躏，痛苦万分，终于自杀，反映了民族复兴运动初期的青年对拿破仑幻想破灭后找不到出路的彷徨、失望和悲愤。
- 《墓地哀思》(1807)抒发对已故者的哀思，表示死者的品德将给生者以有益的启示。
- 《美女神》，未完稿即去世，由后人整理出版。诗中描述希腊神话中女神的诞生和她们给人间带来的幸福，其中包含了诗人对爱情的憧憬，表现了想象的美好世界同污浊的现实世界的对立[2]。
- 《论〈神曲〉》、《论〈十日谈〉》、《彼特拉克论集》等，对艺术创作中的想象，真实与理想化的关系，艺术家应具备的才能，各种文艺形式的特点，以及意大利文学的发展进程，都作了精辟的论述[2]。。